# سیلیسیم اوکسی نیترید

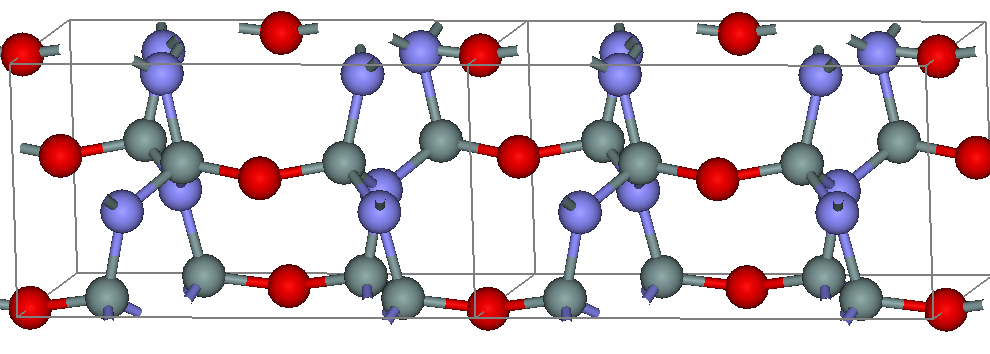
ساختار کریستالی سیلیسیم اوکسی نیترید (قرمز:اکسیژن آبی:نیتروژن خاکستری:سیلیسیم)

سیلیسیم اوکسی نیترید (به انگلیسی: Silicon oxynitride) یک ترکیب شیمیایی با شناسه پاب‌کم ۷۴۳۵۰۰ است. شکل ظاهری این ترکیب، بلورهای بی‌رنگ است.